# Ижора (река)
Ижо́ра — река в России,  в Гатчинском и Тосненском районах Ленинградской области, а также в городе
Гатчина и в Колпинском районе Санкт-Петербурга, левый приток Невы.
Берёт ныне начало на Ижорской возвышенности из родника у деревни Скворицы Гатчинского района. Протекает по Приневской низине по территории Гатчинского, Тосненского районов Ленинградской области и Колпинского района Санкт-Петербурга. Река относится к водоемам второй категории водопользования, то есть является объектом культурно-бытового назначения.

## Географические сведения
Длина 76 или 83 или 87 км, площадь бассейна — около 1 тыс. км². Ширина и глубина реки изменяется от истока к городу Коммунар. У истока ширина реки — 2,36 метра и глубина — 66 см. Вблизи города Коммунар ширина реки составляет 32 метра, максимальная глубина — 2,49 метра. Максимальная ширина 60 метров в устье и наибольшая глубина 4 метра. Падение реки составляет 90 метров.
Тип питания реки — карстово-дождевой.
Большая часть берегов бассейна реки занята лугами, пашней, кустарниками, леса нет. В верховьях русло сильно зарастает. Дно каменистое, местами песчаное, на порогах — из плитняка с нагромождением валунов. Кое-где в береговых обрывах видны выходы голубой кембрийской глины, песчаника и известняка.

### Притоки
По данным 1851 года, река Ижора образуется при слиянии рек Пудость и Вёревка. Более старые карты показывали начало Ижоры от места слияния вод рек Парица и Пудость. Более близкие по времени исторические источники указывают на слияние рек Пудость и Соколовка в деревне Скворицы. Река Ижора является нижним левым притоком реки Невы.
Основные притоки (с запада от Сквориц на восток до впадения в Неву):
- Парица (64 км от устья Ижоры) — длина 13 км.
- Тёплая — длина 4,8 км.
- Вёревка (58 км от устья Ижоры) — длина 11 км.
- Лиговка — длина 11 км.
- Чёрная (30 км от устья Ижоры) — длина 23 км.
- Винокурка (26 км от устья Ижоры) — длина 25 км, с притоком Полисарка (приток Ижоры) (длина 15 км)
- Попова Ижорка (левый приток) — длина 12 км.
- Большая Ижорка (правый приток) — длина 14 км (с притоком Малая Ижорка).

## Данные водного реестра
По данным государственного водного реестра России относится к Балтийскому бассейновому округу, водохозяйственный участок реки — Нева, речной подбассейн реки — Нева и реки бассейна Ладожского озера (без подбассейна Свирь и Волхов, российская часть бассейнов). Относится к речному бассейну реки Нева (включая бассейны рек Онежского и Ладожского озера).
Код объекта в государственном водном реестре — 01040300312102000008890.

## Экология
Ижорское плато — это практически единственный источник снабжения качественной питьевой водой в Ленинградской области. Имеющиеся здесь подземные воды по водоводам направляются в такие города, как Гатчина, Кронштадт, Петродворец, Ломоносов и т. п.
Объемы разведанных запасов пресных подземных вод в пределах Ижорского месторождения распределены по 9 выделенным зонам. Крупнейшими из них являются:
— Ижорский (не менее 70 000 м³/сут.);
— Таицкий (60000 м³/сут.).
Для вывода на поверхность воды из подземных источников оборудовано более 3 тысяч скважин и каптажей, а также многочисленные колодцы. Родники располагаются практически по всему периметру месторождения. Прогнозируемый ежесуточный ресурсный расход достигает 6 миллионов кубометров чистейшей подземной воды. Распределение запасов неравномерное, более 40 % их заключено в пределах ордовикского водного комплекса, в основном Ижорского плато, который имеет достаточно ограниченные площади по сравнению с масштабом территории всей области.
В 1997 году отдел охраны окружающей среды лаборатории Ижорского завода провёл анализ сточных вод реки Ижоры. У деревни Скворицы находится исток реки Ижоры. В верховьях Ижоры вода оказалась чистой (индекс загрязненности воды, кратко ИЗВ, равен 0.71).  Далее у деревни Вайи вода реки получила оценку умеренно загрязнённой (ИЗВ = 1.7). Качество воды существенно ухудшилось у посёлка Лукаши, где применялся устаревший метод очистки (хлорирование воды) и в Ижору сбрасывались неочищенные стоки. Таким образом, вниз по течению реки состояние воды постепенно ухудшалось, она становилась более грязной, у города Коммунар вода оценивалась химиками и зоологами как загрязнённая.
Антропогенная нагрузка на реку с 1990 по 1997 год уменьшилась.
Воды Ижоры загрязнены промышленными стоками (один из самых загрязнённых притоков Невы). Река Ижора протекает по рельефу, где развит карст, поэтому часть воды с вредными веществами просачивается сквозь грунт.
Из-за гидрологических особенностей Ижоры значительная часть вещества не накапливается на дне, а сносится в Неву и Балтийское море. Вещества-загрязнители, попадающие в Ижору, движутся к Неве со скоростью 4,5 км/час. Небольшая протяжённость реки и большая скорость течения на всём протяжении реки приводят к тому, что вещества-загрязнители через 16 часов попадают в Неву, а через сутки — в Балтийское море.

## Происхождение названия
Название — от финно-угорской народности ижора, раньше населявшей эти места. Также есть версия происхождения гидронима от фин. Inkeri — «извилистая», преобразовавшегося в древнерусское «Ижера».

## История

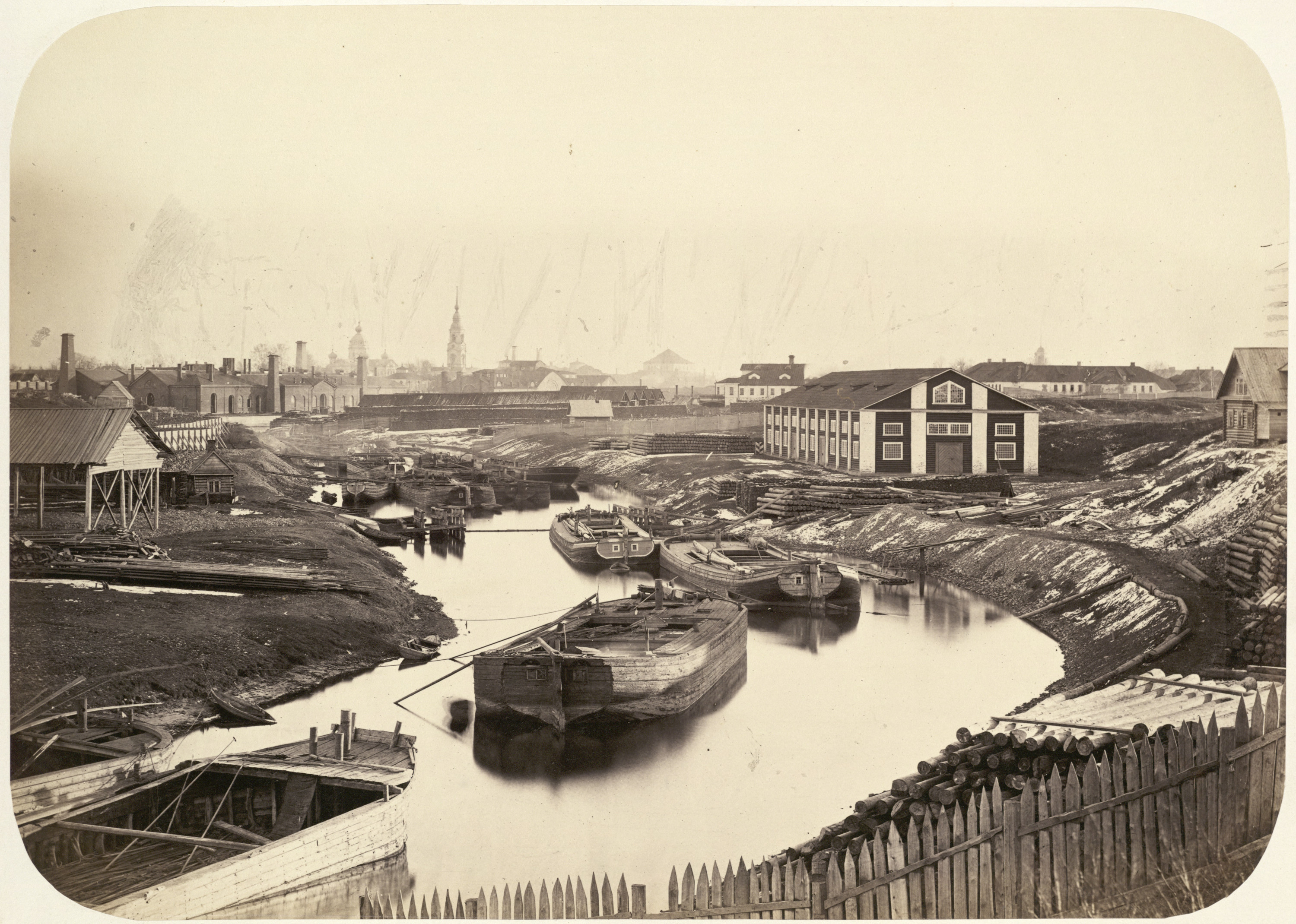
Барки на Ижоре в Колпино

На дореволюционной карте верховье Ижоры иногда показывалось и по руслу нынешней реки Парицы

В XIII—XV веках земли в бассейне Ижоры входили в состав Ижорского погоста Водской пятины Новгородской республики.
15 июля 1240 года со сравнительно небольшой дружиной новгородцев и ладожан Александр Невский застал врасплох шведов, когда они при устье Ижоры остановились лагерем для отдыха, и нанёс им полное поражение.
В 1500 году по данным Писцовой книги на Ижоре располагалось 62 селения.
В начале XVII века земли захвачены Швецией, на картах которой Ижора обозначалась как Ingris (Ischora). Возвращены России в ходе Северной войны 1700—1721 годов.
В начале XVIII века на Ижоре были сооружены многочисленные плотины, собиравшие воду для «пильных мельниц», положивших начало Ижорским заводам и современному Колпино (сохранились каменная плотина начала XIX века. В начале XIX века очень сильно изменились гидротехнические сооружения на реке в Колпино. Произведены работы по углублению и очистке дна Ижоры, поперёк реки построена новая большая плотина (фактически — дамба с водопропускной системой в центре), прорыт левобережный Полукруглый канал и новый — Прямой (строительство завершилось в 1809 году, ныне Комсомольский) с плотиной в конце, для отвода избыточных паводковых вод.
В месте пересечения с Московским трактом в начале XVIII века существовала почтовая станция Ям (ныне посёлок Ям-Ижора).

«§ 1057. Вверьях по Ижоре, у Ижорского яму по большой Московской дороге находится уже свыше 20 лет на казённое иждивение построенный каменный оспопрививательный дом, в коем на казённое жалованье состоящий лекарь осенью и весною прививает оспу приводимым туда детям сельских жителей и имеет попечение о безденежном смотрении за оными до совершенного их выздоровления.»
Исторически, в XIX веке , место устья реки Парицы, являвшееся местом слияния вод рек Пудость и Парица до начала XX века считалось началом реки Ижора. Река Пудость — бывшее название верхней части нынешней реки Ижоры (от её истока до места впадения в неё реки Парицы) в Гатчинском районе Ленинградской области. В этом месте на берегу добывался знаменитый пудостский камень, который широко применялся при строительстве Санкт-Петербурга.
Ещё ранее, вплоть до конца XVIII,  истоком Ижоры считалось Колпанское озеро, откуда река (ныне называемая Колпанкой) текла напрямую в Дворцовые большой и малый пруды (ныне называемые Белое озеро) и уже оттуда большим потоком воды, включающим нынешние воды рек Теплой, Колпанки (Пильчей) и Парицы (поступавшей в историческую Ижору через прерванный ныне  Парицкий  канал), текла к месту слияния с реками Парица и Пудость. В Дворцовых прудах в воде Ижоры разводили форель и стерлядь.
Одно из первых по времени описаний Ижоры в  Гатчине, уже по восшествии Павла I на престол, принадлежит барону Бальтазару Кампенгаузену (СПб., 1797 г.): 

…Ижора, протекающая через гатчинский сад, и несколько кристально чистых источников, содержат в себе такое сокровище прекраснейшей воды, что ею смогли заполниться многие водоемы, каналы, большие и малые искусственные озера, некоторые из которых имеют до девяти саженей глубины и при этом прозрачны до самого дна.
Как шедевр искусства, которому прекрасная природа здесь помогла более чем какой-либо другой резиденции близ императорской столицы, загородный замок Гатчины со своими обширными садами и постройками заслужил, чтобы его знали...

В XIX и XX веке неоднократно поднимался вопрос об временном осушении и всего Колпанского озера для добычи сапропеля и гажи.
В годы Великой Отечественной войны с конца августа 1941 года по январь 1944 года линия фронта пересекала Ижору выше Колпино.

## Галерея
- Река Ижора в Гатчине, Колпино и Усть-Ижоре

"Река
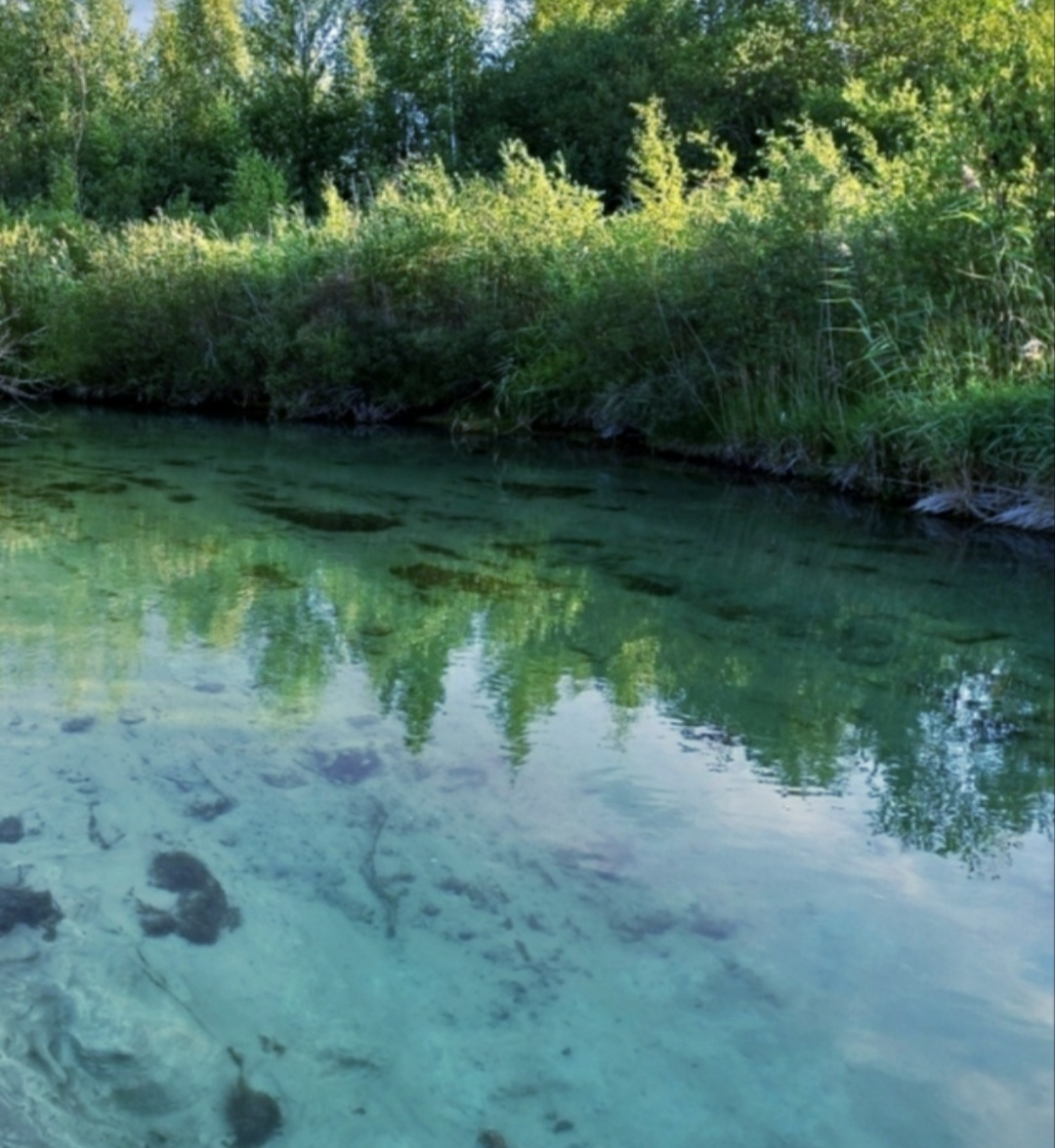
Вода верховья Ижоры перед поселком Пудость  до первых загрязнений сточными водами
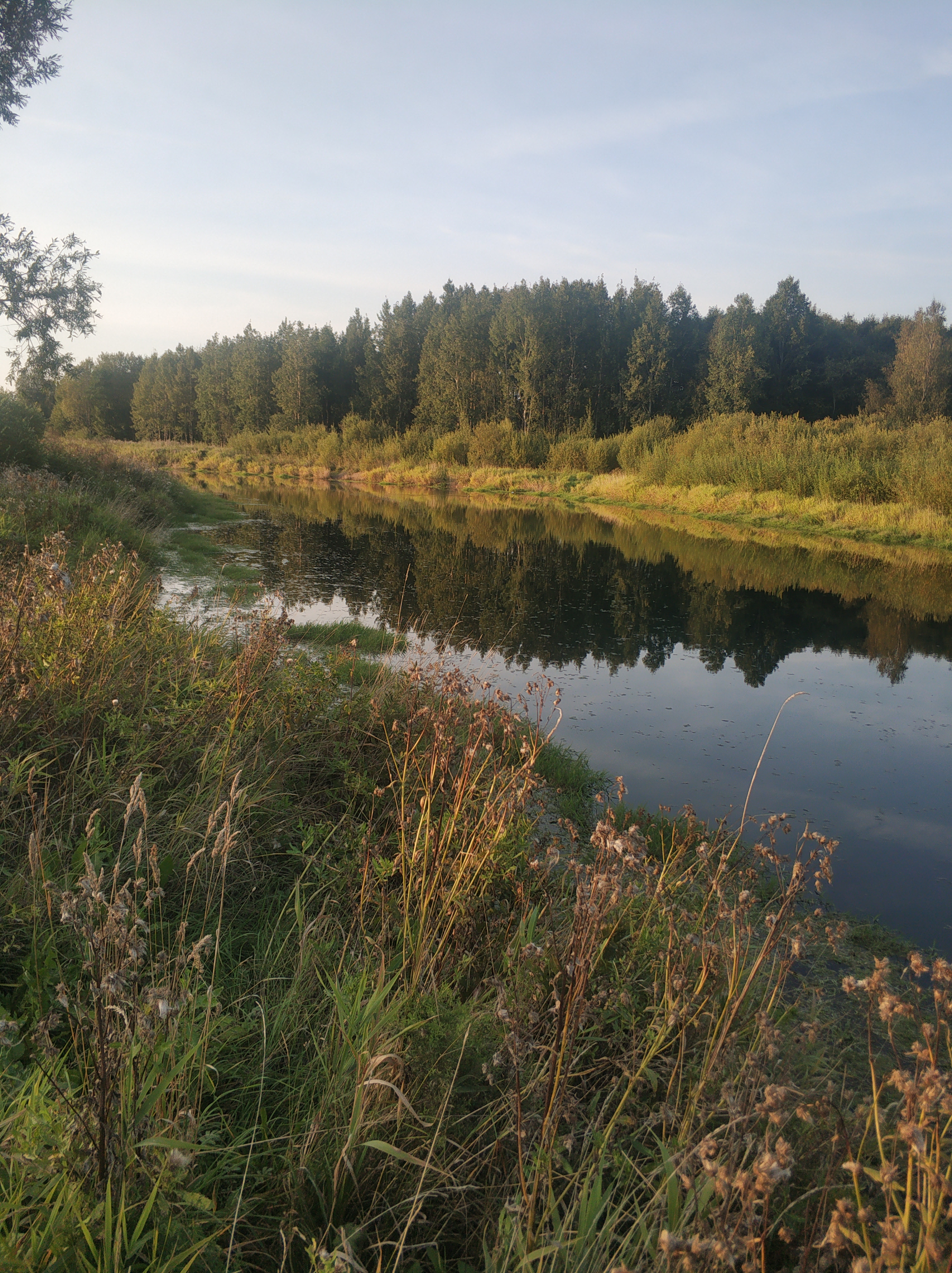
Ижора перед впадением в неё реки Парицы
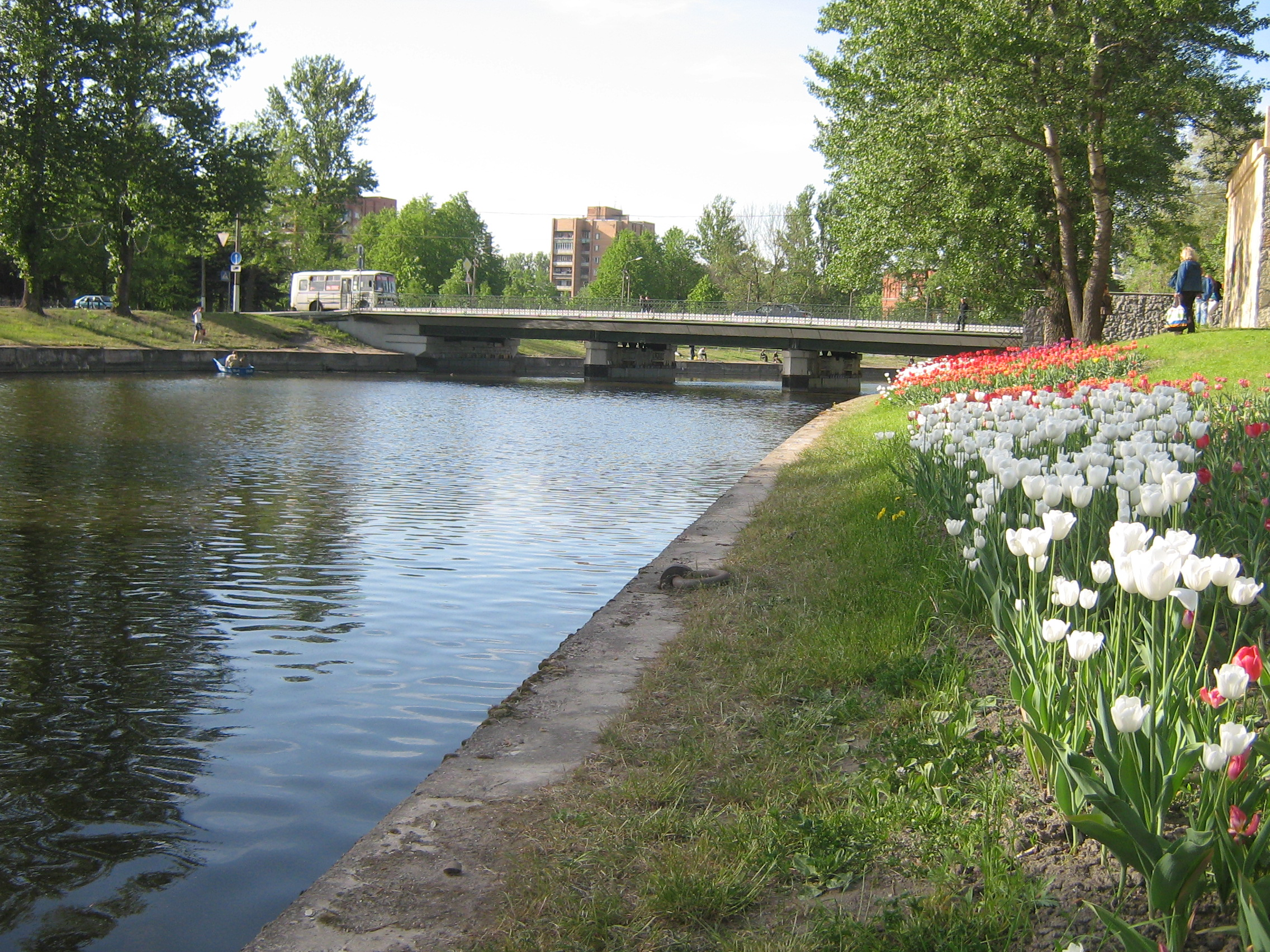
Вид на Полукруглый (Советский) канал из Городского сада Колпино
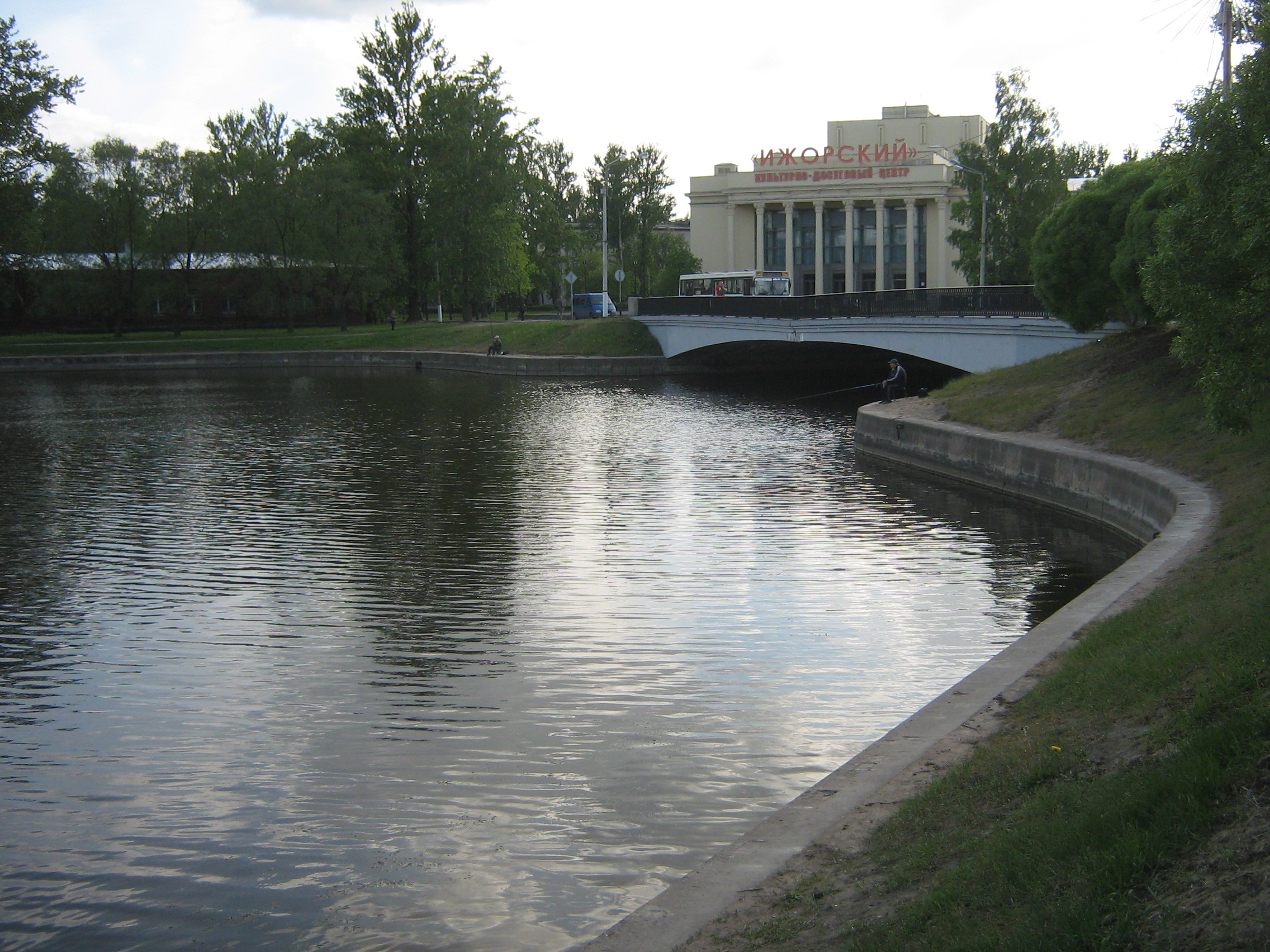
Вид на ДК Ижорский с бульвара Свободы в Колпино
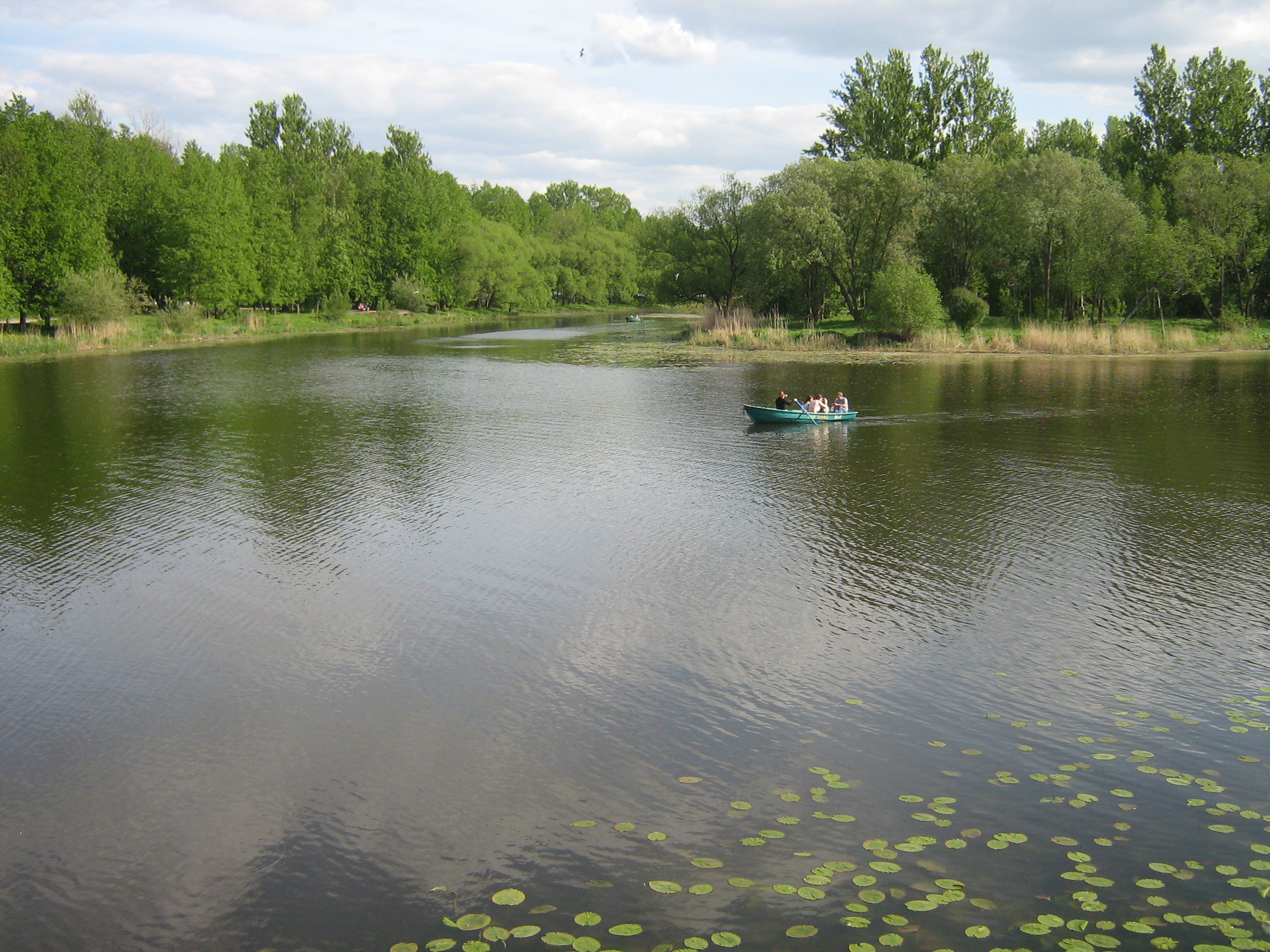
Парк культуры и отдыха («Чухонка») в Колпино
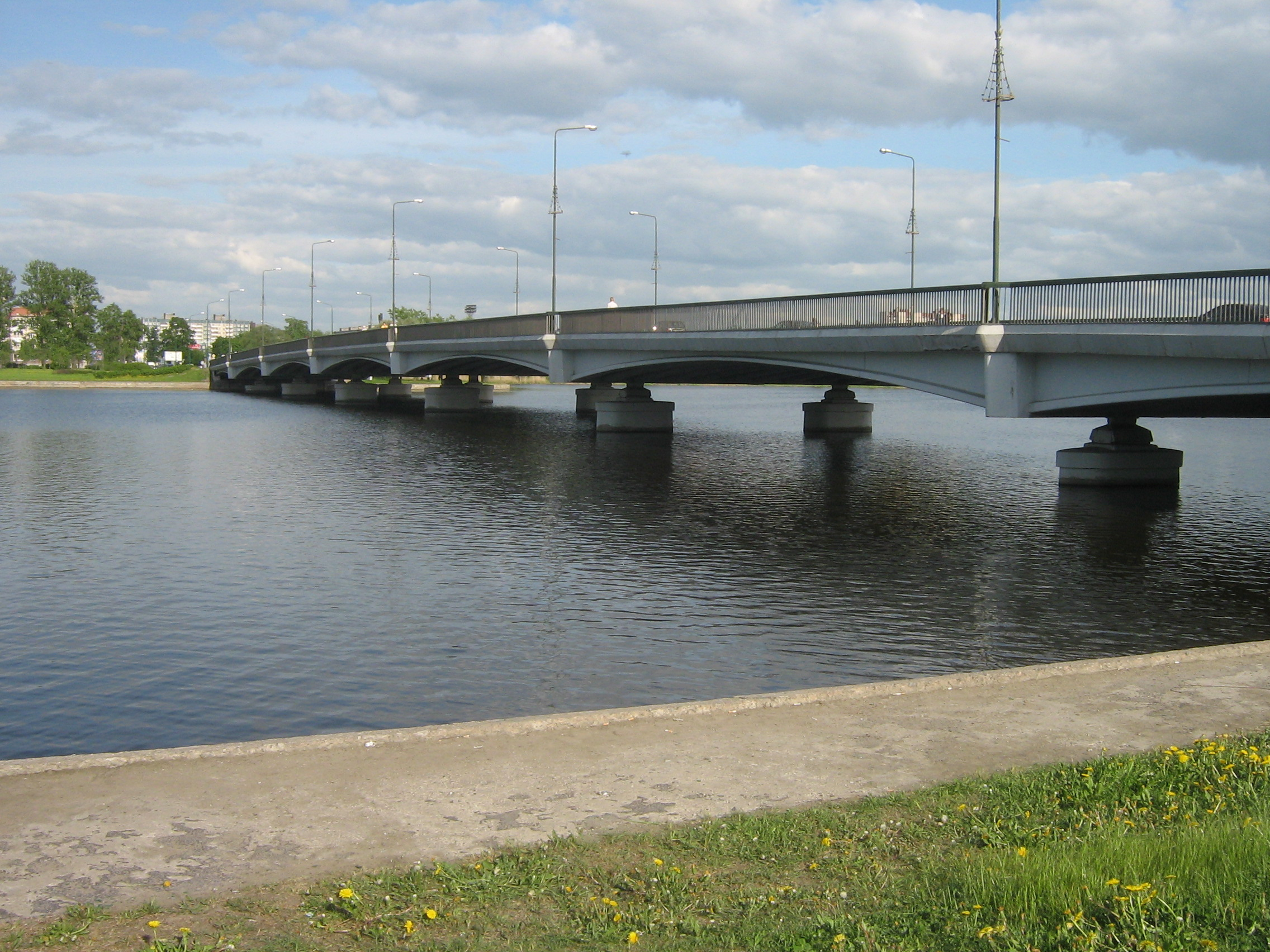
Большой Ижорский мост в Колпино
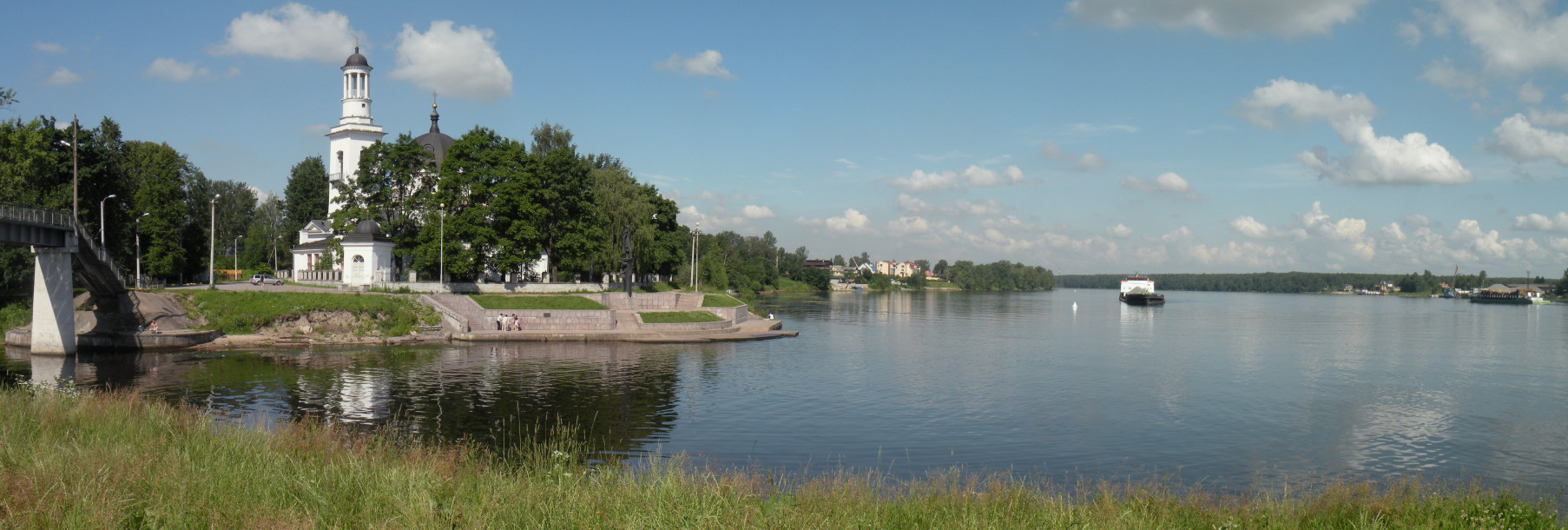
Устье Ижоры
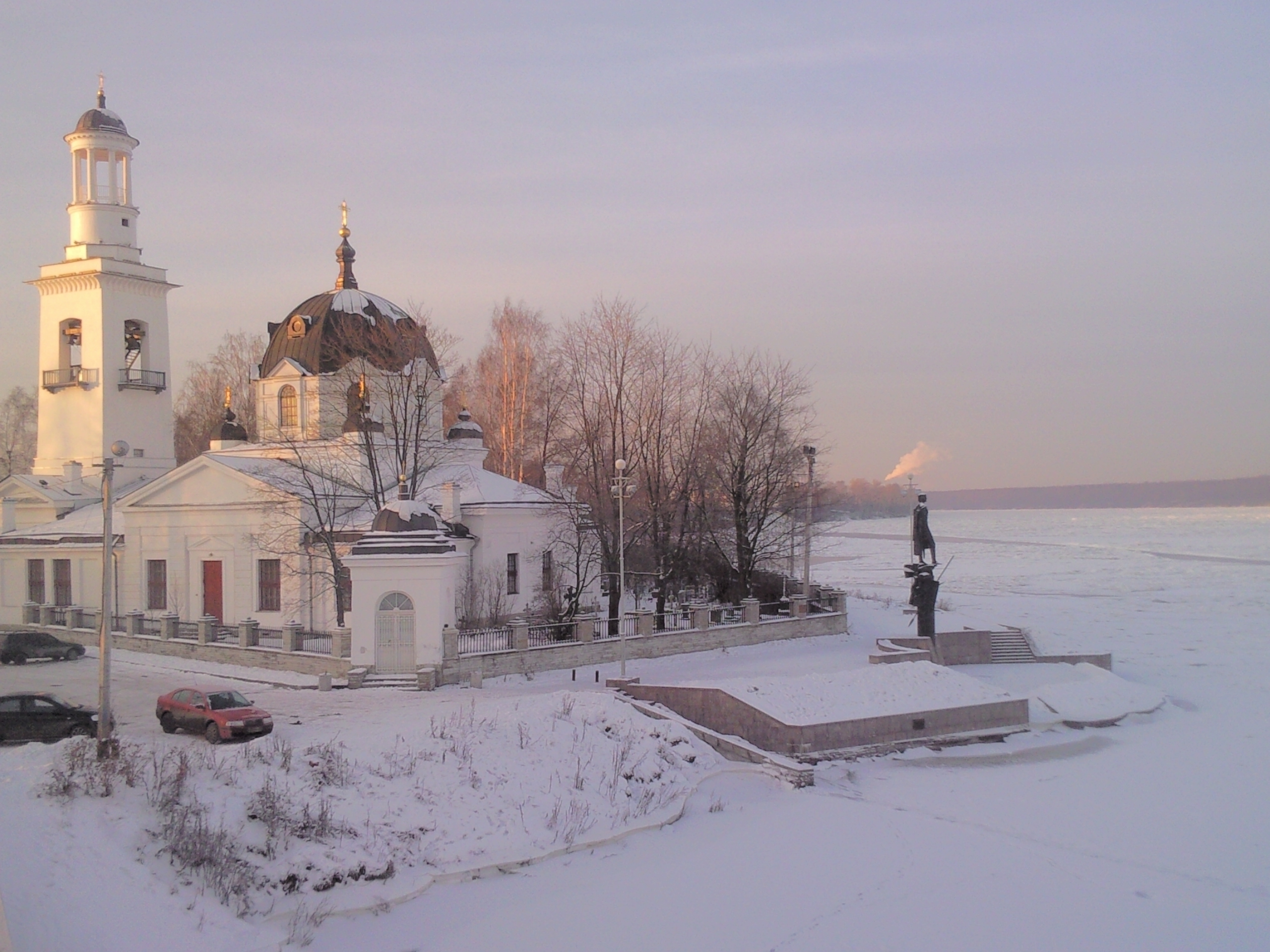
Церковь Святого Александра Невского в месте легендарной Невской битвы на стрелке Ижоры и Невы